# 25-мм автоматична зенітна гармата зразка 1940 року (72-К)
25-мм автоматична зенітна гармата зразка 1940 року (заводський індекс — 72-К) — радянська зенітна гармата періоду Німецько-радянської війни. Ця гармата була розроблена наприкінці 1939 — початку 1940 року конструкторським бюро заводу № 8 ім. Калініна під керівництвом М. М. Логінова, безпосереднім керівником проекту був Л. А. Локтєв, в колективі — Лев Люльєв. Як розроблений заводом ім. Калініна виріб 25-мм зенітний автомат мав заводський індекс 72-К, а після прийняття його на озброєння Робітничо-Селянської Червоної Армії (РСЧА) у середині 1940 гармата отримала друге офіційне позначення — 25-мм автоматична зенітна гармата зразк. 1940 р..
Ряд конструктивних рішень зенітного автомата 72-К був запозичений від 37-мм автоматичної зенітної гармати зразк. 1939 р. (61-К). Деякі з них, наприклад, встановлення обертової частини гармати на невідокремлюваному чотириколісному візку, є об'єктом критики на підставі порівняння з аналогічними за класом зарубіжними зенітними гарматами. Проте в цілому 25-мм зенітна гармата зразка 1940 відповідала вимогам армійського керівництва і по балістичних властивостях — світовому рівню.
Зенітні автомати 72-К призначалися для протиповітряної оборони рівня стрілецького полку і в РСЧА займали проміжне положення між великокаліберними зенітними кулеметами ДШК і потужнішими 37-мм зенітними гарматами 61-К. Однак через труднощі з освоєнням їх серійного виробництва в значному числі 25-мм зенітні гармати з'явилися в Червоній Армії лише у другій половині війни. Зенітні автомати 72-К і спарені установки 94-КМ на їх базі з успіхом застосовувалися проти низколетящих і пікіруючих цілей, довгий час перебували на озброєнні Радянської Армії після закінчення Німецько-радянської війни. Їх заміна на сучасніші ЗУ-23-2 почалася лише в першій половині 1960-х років.